# Dilatação volumétrica
A dilatação volumétrica é um tipo de dilatação térmica, nela considera-se o volume, ou seja essa dilatação ocorre nas três dimensões de um sólido (largura, comprimento e altura), ela é ocasionada pelo aquecimento da substância. Embora exista as divisões de dilatação térmica em linear, superficial e volumétrica, toda dilatação que existe na prática é necessariamente volumétrica.
A dilatação volumétrica pode ser calculada pela fórmula:
{\displaystyle dV=V0.\gamma .dT}
onde:

dV: variação do volume;

V0: volume inicial;

γ : coeficiente de dilatação volumétrica

dT: variação de temperatura;

## Dilatação dos líquidos
Os sólidos têm forma própria e volume definido, mas os líquidos têm somente volume definido. Assim o estudo da dilatação térmica dos líquidos é feita somente em relação à dilatação volumétrica. Esta obedece a uma lei idêntica à dilatação volumétrica de um sólido, ou seja, a dilatação volumétrica de um líquido poderá ser calculada pelas mesmas fórmulas da dilatação volumétrica dos sólidos.

### Coeficiente de dilatação volumétrico
Cada substância tem um coeficiente de dilatação próprio, esse pode variar ligeiramente com a temperatura, porém, na maioria dos casos, pode ser considerado constante. Podemos relacionar o coeficiente de dilatação linear e de dilatação volumétrica pela equação:
{\displaystyle \gamma =3\alpha }
Veja na tabela abaixo, o coeficiente de dilatação de alguns líquidos, medido em 1/°C (ou 1/K)
| Substância | Coeficiente de Dilatação Volumétrico |
| ---------- | ------------------------------------ |
| Água       | 1,3 . 10-4                           |
| Mercúrio   | 1,8 . 10-4                           |
| Glicerina  | 4,9 . 10-4                           |
| Benzeno    | 10,6 . 10-4                          |
| Álcool     | 11,2 . 10-4                          |
| Acetona    | 14,9 . 10-4                          |
| Petróleo   | 10 . 10-4                            |

### Dilatação da água

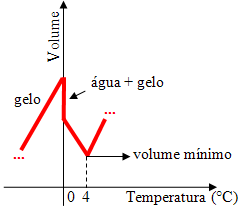
Gráfico demonstrando o comportamento anômalo da água, quanto às suas propriedades de dilatação volumétrica

Em regra geral, ao se elevar a temperatura de uma substância, verifica-se uma dilatação térmica. Entretanto, a água, ao ser aquecida de 0°C a 4°C, contrai-se, constituindo-se uma exceção ao caso geral. Esse fenômeno pode ser aplicado da seguinte maneira:
No estado sólido, os átomos de oxigênio, que são muito eletronegativos, unem-se aos átomos de hidrogênio através da ligação denominada ponte de hidrogênio. Em consequência disso, entre as moléculas, formam-se grandes vazios, aumentando o volume externo (aspecto macroscópico).
Quando a água é aquecida de 0°C a 4°C, as ponte de hidrogênio rompem-se e as moléculas passam a ocupar os vazios existentes, provocando, assim, uma contração. Portanto, no intervalo de 0°C a 4°C, ocorre, excepcionalmente, uma diminuição de volume.
Por causa desse comportamento anômalo da água, os lagos congelam de cima para baixo. Quando a água é resfriada entre 0 e 4°C, ela fica menos densa que a água que está abaixo dela, isso faz com que ela permaneça na superfície até se solidificar. Se isso não ocorresse, o gelo formado durante o inverno não derreteria totalmente durante o verão, pois uma camada de água o isolaria. Depois de algum tempo, alguns lagos ficariam congelados o ano inteiro, tornando a vida aquática impossível.